# 于格·费利西泰·罗贝尔·德拉梅内

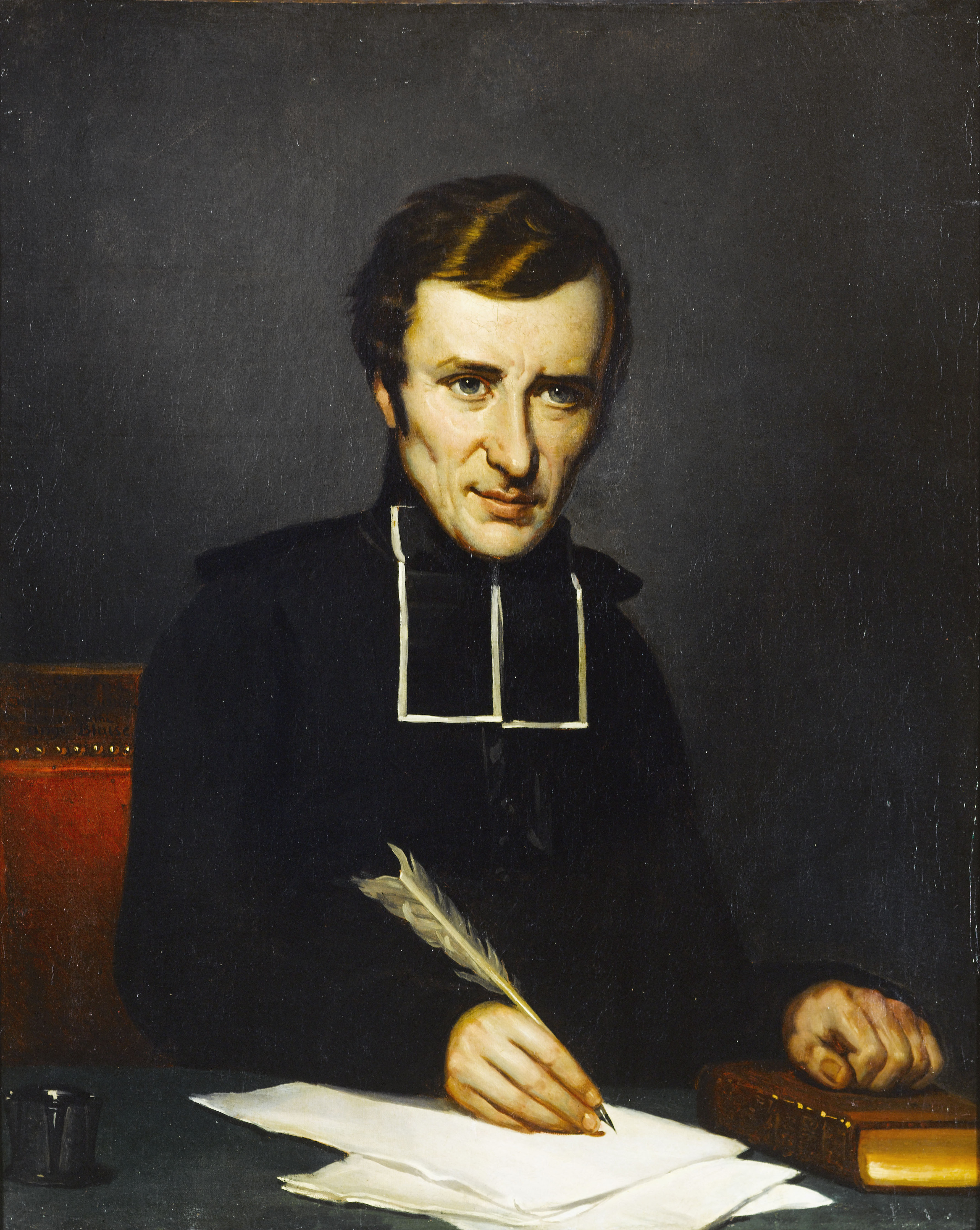
于格·费利西泰·罗贝尔·德拉梅内

于格·费利西泰·罗贝尔·德拉梅内（Hugues Felicité Robert de Lamennais，1782年6月19日—1854年2月27日），法国天主教神父、哲学家、政治理论家、基督教社会主义者。他是法国复辟时期最有影响力的知识分子之一。